# Anders Bording
Anders Christensen Bording (Ribe, 1619 – Copenaghen, 1677) è stato uno scrittore danese.
Celeberrimo per epigrammi, ballate ed epistole, fu editore del primo mensile danese della storia, il Der Danske Mercurius, scritto interamente in versi da lui.